# Гордон (Џорџија)
Гордон (енгл. Gordon) град је у америчкој савезној држави Џорџија. По попису становништва из 2010. у њему је живело 2.017 становника.

## Демографија
Према попису становништва из 2010. у граду је живело 2.017 становника, што је 135 (6,3%) становника мање него 2000. године.
| Група             | 2000.         | 2010.         |
| Белци             | 1.027 (47,7%) | 953 (47,2%)   |
| Афроамериканци    | 1.110 (51,6%) | 1.002 (49,7%) |
| Азијати           | 2 (0,1%)      | 17 (0,8%)     |
| Хиспаноамериканци | 4 (0,2%)      | 24 (1,2%)     |
| Укупно            | 2.152         | 2.017         |